# 花松進
花松 進（はなまつ すすむ、1953年7月6日 - ）は、日本の元騎手。

## 経歴
1975年3月1日に中山第2競走4歳未勝利・ベルシャンティ（15頭中10着）で初騎乗を果たし、10月12日の福島第10競走4歳以上300万下・ルプートターフで初勝利を挙げる。翌週の10月18日には福島第1競走3歳未勝利・カズマで2週連続勝利で2勝目、11月2日の福島第8競走伊達特別・スガナイトで初の特別勝ちを挙げる。同年に挙げた3勝は全て秋の福島でマークし、福島開催では秋の3勝のほか、春秋合わせて2着5回、3着7回と活躍。
2年目の1976年には初の2桁で自己最多の18勝をマークし、18勝中9勝は福島開催でマーク。5月15日と翌16日の福島では初の2日連続勝利、6月12日の東京では初の1日2勝を記録。12月11日の中山第6競走4歳以上300万下では22頭中19番人気のマルキミオーで勝利するが、2着にはアタマ差で15番人気のダンバーズシチーが入り、3着と4着はハナ、ハナという大接戦で波乱を演出。
マルキミオーでは3年目の1977年6月26日の中山第10競走下総特別でも16頭中14番人気で勝利し、1977年は第22回有馬記念が行われた12月18日、有馬記念の前の第8競走4歳以上600万下をセツザンで勝利  。
1978年は8勝をマークするが、8勝中6勝は秋の福島で挙げ、10月14日の第1競走3歳未勝利では5頭中5番人気のヤマノプライズ、10月29日の第10競走河北新報杯では11頭中11番人気のベンテンクインで勝利 。同年には6月11日の東京第11競走5歳以上600万下を6頭中6番人気のソーウンオーで勝利するなど8勝中3勝は最下位人気馬でマークし、3頭  とも諏訪富三厩舎の管理馬であった。
1979年と1981年は共に福島戦4勝を含む5勝  、1980年には4年ぶりの2桁で福島戦6勝を含む10勝をマーク 。
1982年には11月20日の福島第3競走3歳新馬・コバシマカイジンで勝利し、同馬には1984年に降雪でダート変更になったアメリカジョッキークラブカップにも騎乗して、ホリスキー・ビンゴカンタ・ビクトリアクラウンの豪華メンバーを相手に4着と健闘している。
1983年には3年ぶりの2桁となる10勝、1984年には2年連続2桁となる14勝をマーク。1985年には共同通信社杯4歳ステークスでジョーダッシュに騎乗し、不良馬場で特に状態の悪かった内側から突っ込み、馬場に苦しむサクラユタカオーに迫る。同馬を上回る勢いであったが、クビ差2着に終わる。
1986年8月31日の新潟で自身最後の1日2勝を挙げるが、同日の第4競走4歳未勝利をダイワマーチスで逃げ切って通算100勝を達成。1987年7月4日の福島第2競走4歳未勝利・サクラコマチが最後の勝利、1988年3月20日の東京第12競走4歳以上900万下・キャピタルシロー（13頭中6着）が最後の騎乗となった。1988年引退。

## 騎手成績
| 通算成績 | 1着 | 2着 | 3着 | 4着以下 | 出走回数 | 勝率 | 連対率 |
| -------- | --- | --- | --- | ------- | -------- | ---- | ------ |
| 平地     | 104 | 139 | 121 | 1094    | 1458     | .071 | .167   |